# Polytrichophora agens
Polytrichophora agens är en tvåvingeart som beskrevs av Cresson 1924. Polytrichophora agens ingår i släktet Polytrichophora och familjen vattenflugor. Inga underarter finns listade i Catalogue of Life.